# Rio Gârcu Mic
O Rio Gârcu Mic é um rio da Romênia, afluente do Gârcu, localizado no distrito de Sibiu.